# Alle Kätzchen naschen gern
Alle Kätzchen naschen gern ist ein deutsches Erotiklustspiel aus dem Jahre 1969 mit Ernst Stankovski, Sieghardt Rupp und Edwige Fenech in den Hauptrollen.

## Handlung
Auf Schloss Portillon streiten sich ein Adeliger und ein Offizier wie die Kesselflicker, wem das Schloss in Wahrheit gehöre. Jeder hat sich in seinem Teil eingerichtet, und die wortwörtlich rote Linie, die beide Schlosshälften mitten im Hof teilt, wagt keiner zu überschreiten. Als Blitzableiter mittendrin sitzt beider Faktotum Philippe, der sich eine Bank quer über die rote Linie gestellt hat, um sich von dort beider Herren Schimpfkanonaden zeitgleich und in Stereo anhören zu können. Selbst gleich zwei hübsche Wäschermädel, die brünette Monique und die blonde Babette, benötigen die hohen Herren, da sie nicht bereit sind, sich eine zu teilen. Während der lüsterne Graf sich jenseits der Arbeit gern mit Babette verlustiert, „inspiziert“ der nicht minder erotisierte Oberst eingehend Moniques körperliche Vorzüge unter den zahlreichen Lagen ihrer züchtigen Bekleidung. Die Moral und die Jungfräulichkeit der Mädels wird, wie zuvor zwischen ihnen und Philippe verabredet, durch das durchdringende Iah-Geräusch des Esels, mit dem Babette und Monique auf einem Karren zum Schloss fuhren, in letzter Sekunde bewahrt, ehe es zum Äußersten kommen kann.
Der Oberst und der Graf drängen den ortsansässigen Richter dazu, endlich die Besitzfrage klären zu lassen. Wenig später trifft aus Paris die schöne Blanche, die Verlobte des Obersts, auf dem Schloss ein. Dank der Kleidungsstücke, deren sie sich während der Kutschfahrt dorthin Stück für Stück entledigt hat, folgt ihr der gutaussehende, junge René, seines Zeichens der Neffe des Grafen. Blanche will ihren Verlobten augenblicklich ins Bett zerren, da bekommt der Oberst Ladehemmung und behauptet, er wolle seine Munition für eines der beiden jungfräulichen Wäschermädel aufsparen. Wütend setzt Blanche ihrem unwilligen Liebhaber zu, bis dieser aus beider Schlafgemach türmt. Der Graf sieht jetzt eine günstige Gelegenheit, seiner Nemesis so richtig einzuheizen, und so bittet er seinen Neffen René, sich um die schöne Blanche in allen Lebens- und Liebeslagen zu kümmern, in der Hoffnung, den Oberst so aus dem Schloss zu graulen. Der Offizier hat das Gleiche mit dem Adeligen vor: „Der Graf muss geärgert werden, gereizt bis aufs Blut“, spricht er vor sich hin. Ihre eigenen Gene wollen beide jedoch nur an Jungfrauen weitergeben, und so steigt der Graf der blonden Babette in höchst unzüchtiger Weise bei der Heuernte nach. Nur dumm, dass zum einen der Oberst vorbeireitet und das Tête-à-Tête sabotiert und zum anderen auch noch der schmucke René vorbeikommt und bei Babette an der Stelle weitermacht, über die der Graf bislang noch nie vorankam.
Als Blanche bei einem Spaziergang des Weges kommt, hat sie einen Einfall, um René, der sich gerade im erotischen Clinch mit Babette befindet, für sich allein zu bekommen. Sie zerreißt ihr rosa Kleid und ruft laut nach Hilfe. René, ganz Galan, eilt zu ihr und gerät Sekunden später in Blanches Fänge. Während deren Verlobter in spe bei Moniques Tante die Modalitäten für eine Eheschließung mit der jungfräulichen Nichte Monique aushandelt, lässt sich Blanche von ihrem „Retter“ René in ihr Schlafgemach im Schloss tragen. Wenig später erscheint dort auch der Oberst. Nun macht auch der Graf seine Aufwartung bei beider Jungfrauen Tante Fiquet, um wiederum seine Modalitäten einer Eheschließung mit Babette auszuhandeln. Auch er verspricht seiner Zukünftigen eine Schlosshälfte als eheliche Mitgift – natürlich wie schon der Oberst diejenige Schlosshälfte, die ihm nicht gehört. In der kommenden Nacht wird der Liebesreigen auf die Spitze getrieben. Der Oberst möchte seine störende Verlobte ins Reich der Träume schicken und lässt sich von Philippe für sie ein Schlafmittel reichen, um sich danach mit Monique vergnügen zu können. Da Blanche aber mit Philippe im Bunde ist, wird statt ihrer der Oberst bewusstlos, und Blanche versucht sich, maskiert als Babette, René zu angeln. Während sich der Graf kaputtlachen möchte über die Dummheit seines Konkurrenten, nimmt auch er einen Schluck vom präparierten Wein und kippt gleichfalls um. Philippe verfrachtet den Grafen Seit‘ an Seit‘ zu dem Oberst in dessen Bett.
Mitten in der Nacht tauchen im Schloss zwei Gestalten in Ritterrüstungen auf und geistern durch die Gänge. Es sind Babette und Monique, die sich einen Spaß machen wollen, dadurch aber verhindern, dass René, der sich mit Blanche durch die Kissen rollt, zum Schuss kommt. Am nächsten Morgen willigt die zutiefst von René enttäuschte Babette ein, den deutlich älteren und wenig attraktiven Advokaten Corbon zu heiraten. René, der von Blanche eigentlich jedes Mal nur überrumpelt wurde, aber in Wirklichkeit einzig an Babette interessiert ist, geht zur Puffmutter Madame Peronnière, die ebenfalls ihre Gründe hat, dass Corbon nicht irgendjemanden heiratet. Beide schmieden einen Plan, die arrangierte Hochzeit platzen zu lassen. Madame entführt mit einer Kutsche Babette in ihrem Brautkleid und zwingt sie mit vorgehaltenem Revolver, dieses auszuziehen. An einer verabredeten Stelle nimmt René sie auf seinem Pferd in Empfang und reitet mit ihr davon. Corbon ahnt nicht, wer die Verschleierte neben ihm ist, als er den Ehevertrag unterzeichnet. In der Hochzeitsnacht trifft ihn fast der Schlag: Seine Braut ist Madame! Sie hat sich auf den Handel mit René eingelassen, weil sie auf diese Weise von ihrem Neugatten endlich das viele Geld zurückerhalten will, das sie an ihn in letzter Zeit beim Kartenspiel verloren hat.
Die beiden Schloss-Streithähne haben jetzt endgültig genug voneinander. Sie treffen sich am frühen Morgen zum Duell. Um ein Blutbad zu verhindern, schwimmen alle Frauen der Geschichte an das andere Ufer zu den Duellanten. Während sich die nackte Monique in die Arme des Obersts stürzt, wirft sich die nicht minder nackte Blanche dem Grafen an den Hals. Das Duell fällt aus, der Eros hat gesiegt. Am folgenden Tag gibt es für den Grafen wie für den Oberst eine böse Überraschung: Der Generalprokurator aus Paris, der über die Besitzverhältnisse am Schloss entscheiden soll, ist angekommen. Im Gepäck hat er das Urteil zum Schlossstreit. Und zu aller Überraschung weist er beider Herren Ansprüche kostenpflichtig ab. Stattdessen wird zum neuen Besitzer der einzige Nachkomme der früheren Schlossherren Brenton ernannt, und das ist der bisherige Diener Philippe! Der lässt sofort den roten Trennungsstreifen, der das Schloss in zwei Hälften zerschnitt, entfernen und stellt den Grafen wie den Oberst als seine livrierten Diener ein. An der reich gedeckten Tafel wird Philippe von Blanche und Monique verwöhnt.

## Produktionsnotizen
Alle Kätzchen naschen gern entstand als indirekte Fortsetzung von Die tolldreisten Geschichten – nach Honoré de Balzac im gleichen Jahr in der Wachau.
Der Film passierte am 4. September 1969 die FSK-Prüfung und wurde nur für Erwachsene (ab 18) zugelassen. Die Uraufführung fand am 19. September 1969 statt. Gedreht wurde im Frühsommer 1969 in Grein im Unteren Mühlviertel (Niederösterreich). Später wurde Alle Kätzchen naschen gern auch unter dem reißerischen Titel Im Schloß der wilden Triebe vertrieben.
Die Filmbauten entwarf Ferry Windberger, die Kostüme lieferte Lambert Hofer. Robert Fabiankovich war Requisiteur bzw. Ausstatter. Die Herstellungsleitung für die Lisa Film des Produzenten Karl Spiehs hatte Erich Tomek. Sieghardt Rupp und eine Reihe weiterer Schauspieler wurden von Kollegen nachsynchronisiert. Rainer Brandt synchronisierte Ivan Nesbitt und garnierte dessen deutsche Dialoge mit der Brandt-eigenen Kalauersprache.

## Kritiken
„Billig-ordinäres Sexlustspiel.“

„Da der Stoff anscheinend für zu leichtgewichtig gehalten wurde, verschenkte man seine witzige Gestalt größtenteils zugunsten einer zotenreichen Nacktparade. In dieser Form abzulehnen.“

Vor zwei Fernsehausstrahlungen durch die RTL Group lästerte Der Spiegel 1990: „Wenn es Nacht wird in Spießers Ehebett, ist es Zeit für RTLüsternheit, für diesen deutschen "drallen Popo-Schwank" (Abendzeitung) von 1969 über liebestolle Wäschermädel.“ respektive 1991: „In dieser Nackedei-Nichtigkeit (Deutschland 1969, Regie: Josef Zacher) versacken ein Graf und ein Oberst im Bordell. Tutti Nutti heißt die Montagsdevise des Kölner Lustsenders, seit das Tutti-Frutti-Balderian freitags verabreicht wird.“